# Bear- und Bullbaiting

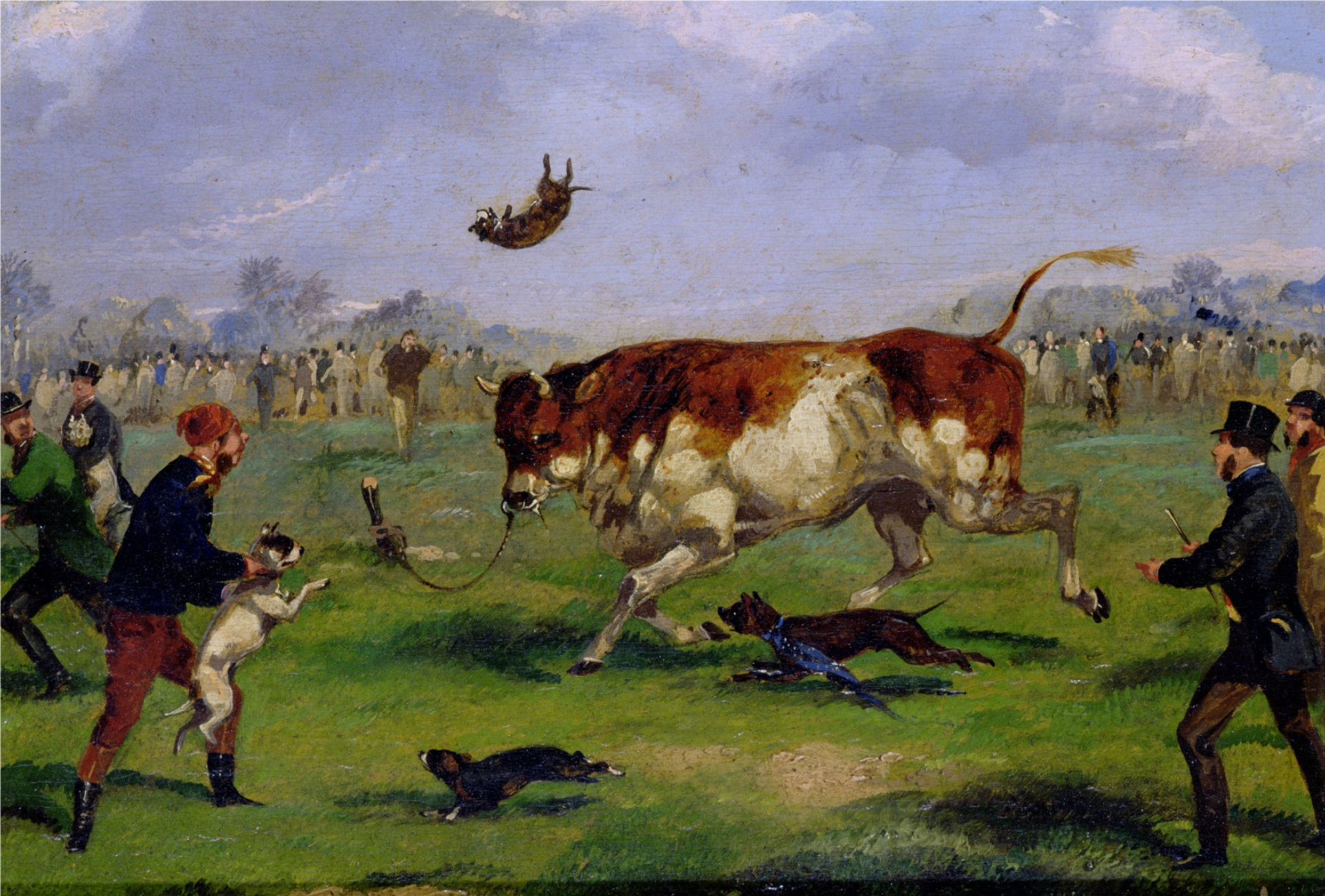
Hunde attackieren den festgebundenen Bullen

Bear- und Bullbaiting (englisch Bär- und Stierhetze) war eine Form des Tierkampfes, bei der Kampfhunde, sogenannte Bullenbeißer, auf Bären, Stiere und andere Tiere gehetzt wurden. Im England des 16. und 17. Jahrhunderts diente dies als theatrale Unterhaltungsform, für die man eigens Arenen, die beargardens (deutsch Bärengärten, offiziell Hetzgärten) errichtete.

## Ablauf

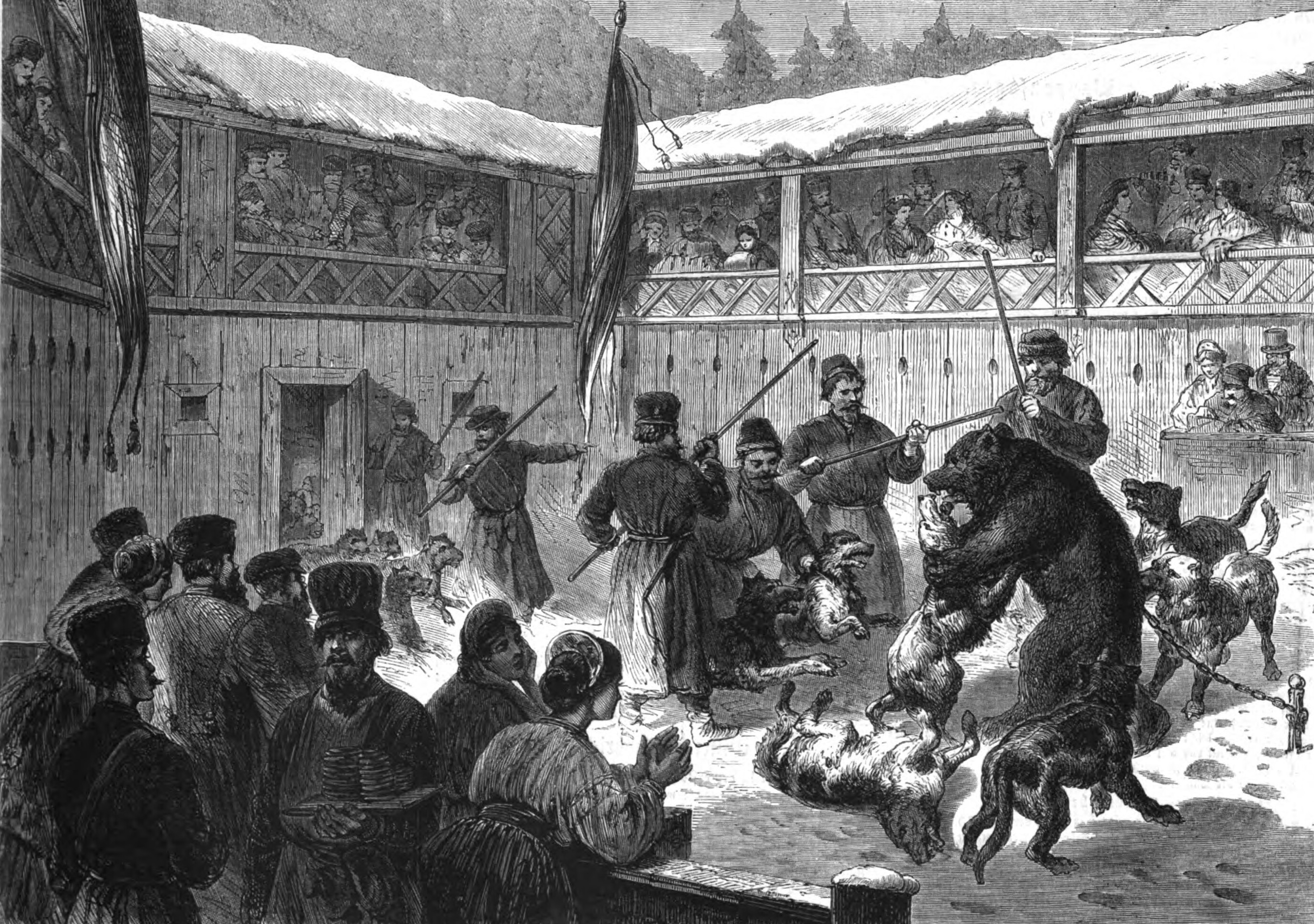
Zur Belustigung der Zuschauer greifen Hunde den Bären an (Moskau, um 1867)

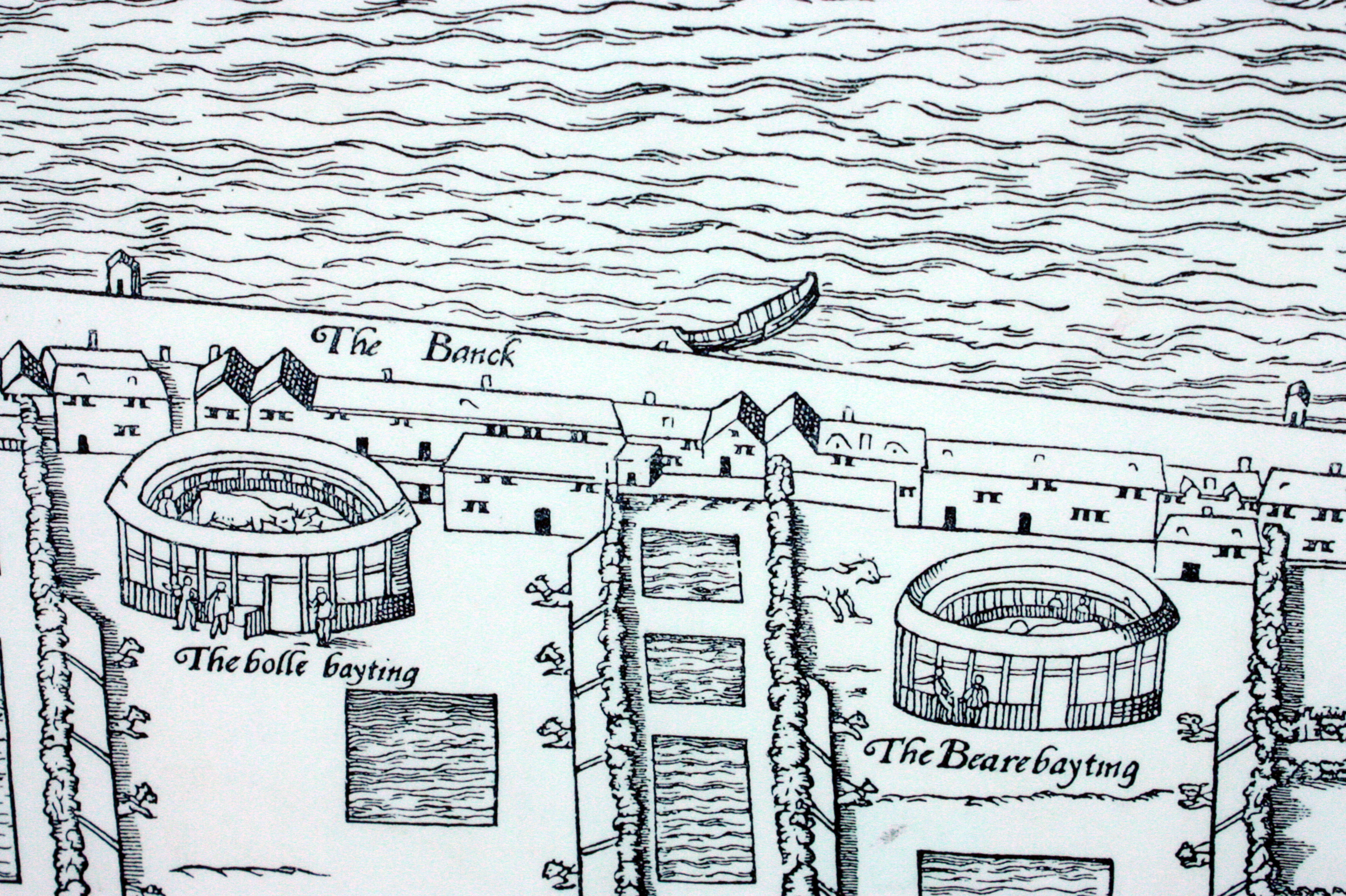
Gleich zwei Arenen zeigt dieses Bild Londons aus dem 16. Jahrhundert: eine zum Bärenbeißen und eine zweite zum Bullenbeißen

Der deutsche Reisende Lupold von Wedel beschrieb 1584 ausführlich die Dramaturgie und Varianten einer solchen Veranstaltung:
1. Bärenhatzen: nacheinander werden drei verschieden große Bären von Hunden gehetzt
2. Pferdehatz: zur Auflockerung wird ein Pferd in die Arena geschickt
3. Bullenhatz: ein Stier wird gehetzt
4. Männer und Frauen kommen tanzend, improvisierend und kämpfend in die Arena. Ein Mann wirft Brot in die Menge. Über den Zuschauern befindet sich eine Rose, die in Brand gesetzt wird und die daraufhin Äpfel und Birnen verliert. Die Zuschauer prügeln sich um die Kostbarkeiten und werden durch daruntergemischtes Feuerwerk zusätzlich in Aufregung versetzt.
5. Großes Abschlussfeuerwerk[1]

### Bear-Baiting
Braunbären oder Schwarzbären, denen die Krallen und Fangzähne entfernt wurden, wurden über einen Nasenring oder eine Halskette an einem Pfahl in der Mitte einer Arena festgebunden. Danach wurden die Hunde eingelassen, die den Bären angriffen und versuchten, ihn bei der Kehle oder bei der Schnauze zu packen. War dieses Ziel erreicht, wurden die Kombattanten getrennt und die Kampfrunde war beendet. Der Kampf selbst war erst beendet, wenn der Bär sichtlich erschöpft war. Der Tod des Tieres war nicht beabsichtigt.

### Bull-Baiting (Bullenhatz)
Bei dieser Hatz wurde ein Bulle, dem die Hörner abgestumpft wurden, an einem Pflock festgebunden. Die Bulldoggen dieser Zeit mussten ebenfalls den Hals oder die Schnauze erreichen. Der Tod des Bullen war möglicherweise einkalkuliert oder wurde nach dem Kampf herbeigeführt, denn Bullenfleisch galt nur als genießbar, wenn man das Tier hetzte.

### Ape on Horseback
Statt eines wilden Tieres wurde ein Pferd in die Arena geführt, auf dessen Rücken ein Affe festgebunden war. Das Pferd durfte sich frei bewegen. Da Pferde nicht so wertvoll waren, war ihr Tod wohl eingeplant. Der Ursprung dieser Form scheint in der Ausbildung von Hunden zum Kampfeinsatz gegen Kavalleristen zu liegen. Diese Nummer galt als komisch (aufgrund des schreienden Affen) und diente der Auflockerung.

### Whipping of the Blind Bear
Ein blinder Bär wurde an einem Pfahl angebunden und vor allem junge Männer versuchten ihren Mut zu beweisen, indem sie das Tier mit Ruten oder Peitschen schlugen.

### Altenglische Bulldoggen
Vor allem in England wurden kraftvolle Hunde speziell für das Bullbaiting (deutsch: Bullenbeißen) gezüchtet, deren Aufgabe es war, Bullen in Schaukämpfen niederzuringen. Diese Form des Tierkampfes genoss im England des 16. bis 18. Jahrhunderts hohe Popularität und war ein beliebter Sport für Menschen aller Klassen, bei dem große Summen gewettet wurden.
Das gesamte Äußere der Bulldoggen (englisch bulldogs) war darauf ausgelegt, Bullen bei der Nase zu packen und zu Boden zu ziehen. Die ideale Bulldogge war gedrungen, mittelgroß, standfest, hatte einen stämmigen Körper mit breiter Brust und enorme Kraft im Nacken- und Kieferbereich. Weitere charakteristische Merkmale waren ein großer Kopf mit stark befaltetem Vorgesicht und Rosenohren. Die kurze Nase und der vorstehende Unterkiefer (Vorbiss) erlaubte festes und langes Zupacken, ohne selbst zu ersticken.
Nachdem 1835 das Bullenbeißen in England verboten worden war, nahm die Geschichte der Bulldogge eine andere Entwicklung.